# Orphulina
Orphulina is een geslacht van rechtvleugeligen uit de familie veldsprinkhanen (Acrididae). De wetenschappelijke naam van dit geslacht is voor het eerst geldig gepubliceerd in 1894 door Giglio-Tos.

## Soorten
Het geslacht Orphulina omvat de volgende soorten:
- Orphulina balloui Rehn, 1905
- Orphulina pulchella Giglio-Tos, 1894